# Verena Wolfien
Verena Wolfien (* 1977) ist eine deutsche Schauspielerin und Hörbuchsprecherin.

## Leben
Neben Rollen in Kurzfilmen spielte Verena Wolfien vor allem in Produktionen von ARD, ZDF und NDR. Auf der Bühne stand sie u. a. im Altonaer Theater, Harburger Theater, Ohnsorg-Theater, Ernst-Deutsch-Theater und bei diversen Festspielen. Als Sprecherin verlieh sie Rollen in Hörspielen wie auch Hörbüchern, Dokumentationen und Werbung ihre Stimme.
Verena Wolfien lebt in Hamburg.

## Filmografie
- 2023, 2024: Die Kanzlei
- 2022: Alles was zählt
- 2021: SOKO Stuttgart
- 2020: Großstadtrevier
- 2020: Kein einfacher Mord
- 2018: SOKO Wismar
- 2018: Am Abgrund (Kurzfilm)
- 2017: Morden im Norden
- 2017: Game Over
- 2017: Havelland
- 2016: Die Tendenzen in mir (Kurzfilm)
- 2016: Im Maul des Walfischs
- 2015: Die Pfefferkörner
- 2015: Socius
- 2014: Backstory (Kurzfilm)
- 2012: Bon Voyage (Kurzfilm)
- 2012: Notruf Hafenkante
- 2011: Die Katze tanzt (Kurzfilm)
- 2011: Steffi gefällt´s
- 2010: Black Santa
- 2010: Seine meine Schuld (Kurzfilm)
- 2010: We all love Football
- 2010: Schlafende Hunde
- 2009: Die Pfefferkörner
- 2009: Nach der Stille (Kurzfilm)
- 2009: Tod bei Ankunft
- 2008: 112 – sie retten dein Leben
- 2008: Playground
- 2007: Ponzo (Kurzfilm)
- 2007: Täter und Opfer
- 2007: Da kommt Kalle
- 2006: Brudermord (Kurzfilm)
- 2006: Schattenblume (Kurzfilm)
- 2006: Think big (Kurzfilm)
- 2006: Sehr witzig
- 2005: Pfui (Kurzfilm)
- 2005: Schöne neue Welt (Kurzfilm)
- 2005: Freundinnen fürs Leben
- 2004: Eine andere Liga (Kinofilm)
- 2003: Papiertiger (Kinokurzfilm)
- 2000: Dreamer (Kinokurzfilm)

## Theatrografie (Auswahl)
- 2019 Schöne neue Welt als Lenina Crowne im Altonaer Theater
- 2017, 2016, 2014 Die Feuerzangenbowle als Eva und Marion im Altonaer Theater
- 2015 The Kings Speech als Myrtle im St. Pauli Theater
- 2015 Anatevka als Zeitel bei den Burgfestspielen Jagsthausen
- 2015 Götz von Berlichingen als Marie bei den Burgfestspielen Jagsthausen
- 2015 Ziemlich beste Freunde als Magalie in den Hamburger Kammerspielen (Tour)
- 2014 Götz von Berlichingen als Elisabeth bei den Burgfestspielen Jagsthausen
- 2013 Die Asyl-Monologe auf der Bühne für Menschenrechte
- 2012, 2011, 2010 Robin Hood als Lady Marian im Altonaer Theater
- 2008 Meister Anecken als Lene im Ohnsorg-Theater
- 2007, 2006 De Lütte Herkules als Marliese im Ohnsorg-Theater
- 2005 der Biberpelz als Leontine im Altonaer Theater
- 2005, 2004 Don Camillo und seine Herde als Paolina im Altonaer Theater
- 2004 Die Zwillinge als Kamilla im Ernst-Deutsch-Theater
- 2004 Die Schroffensteins als Barnabe im Ernst-Deutsch-Theater
- 2003 Bluthochzeit als Mädchen im Ernst-Deutsch-Theater
- 2003 Troilus und Cressida als Ajax im Theater im Lichthof, Hamburg
- 2002 Komödie der Irrungen als Adriana im Thalia Theater, Gaussstr.

## Auszeichnungen
- 2012 wurde dem Film „Schlafende Hunde“ der Golden Reel Award für „hervorragende schauspielerische Leistung“ beim Nevada Filmfestival verliehen
- 2012 ist Verena Wolfien ebenfalls für „Schlafende Hunde“ beim Hoboken Filmfestival für ihre Rolle der Jule als „Best Supporting Actress“ nominiert worden.
- 2008 gewann der Film „Eine andere Liga“ den Grimme-Preis, in dem Verena Wolfien die Silke spielt.[4]

## Hörbücher (Auswahl)
- 2022: Henrike Engel: Die Hafenärztin. Ein Leben für die Freiheit der Frauen (Hafenärztin 1), Hörbuch Hamburg/BookBeat, ISBN 978-3-8449-2803-7 (Hörbuch-Download)
- 2022: Beate Maly: Die Kräuterhändlerin, Hörbuch Hamburg, ISBN 978-3-8449-3053-5 (Hörbuch-Download)
- 2022: Ines Thorn: Die Buchhändlerin – Die Macht der Worte, Argon Verlag, ISBN 978-3-7324-5690-1 (Hörbuch-Download)
- 2022: Åsa Larsson: Wer ohne Sünde ist, (Thriller, Ein Fall für Rebecka Martinsson 6), der Hörverlag, ISBN 978-3-8445-4557-9 (Hörbuch-Download)
- 2022: Olivia Remes: Mood Hacks. 50 Sofortstrategien für mentale Notlage, Der Audio Verlag, ISBN 978-3-7424-2331-3 (Hörbuch-Download)
- 2022: Carolyn Woods: Im Bett mit einem Psychopathen – Eine Frau. Ein Betrüger. Die Liebesmasche., Lübbe Audio, ISBN 978-3-7540-0216-2 (Hörbuch Download)
- 2023: Lea Adam: Stigma, Hörbuch Hamburg, ISBN 978-3-8449-3088-7 (Hörbuch-Download)
- 2023: Veit Etzold: Der Konzern – Allein gegen die Macht, Argon Verlag & Audible, ISBN 978-3-7324-0886-3 (Hörbuch-Download)
- 2024: Anna Jansson: Mädchenfeuer – Ein Kommissar-Bark-Krimi, der Audio Verlag, ISBN 978-3-7424-3005-2 (Hörbuch-Download, Band 4, u. a. mit Achim Buch & Chantal Busse)
- 2024: Tanja Weber: Unterm Moor, Hörbuch Hamburg, ISBN 3-471-36074-3
- 2024: Ines Thorn, Töchter des Nordmeeres, Teil eins und zwei, Argon Verlag, ISBN 978-3-499-01113-9, ISBN 978-3-499-01114-6
- 2025: Casey Means: Good Energy. Der erstaunliche Zusammenhang zwischen Stoffwechsel und unerschöpflicher Gesundheit, Hörbuch Hamburg, ISBN 978-3-8449-4217-0